# Martorellas
Martorellas (en catalán y oficialmente Martorelles) es un municipio español, situado en la comunidad autónoma de Cataluña, en la provincia de Barcelona, en la comarca del Vallés Oriental.

## Origen del nombre
El primer documento escrito que hace referencia a la existencia del pueblo data del año 1015. Se trata del acta de consagración de la iglesia de Martorellas. Existen diversas teorías sobre el origen del nombre. 
1. Una de ellas relaciona la denominación de Martorellas con la abundancia de martas por el lugar. De aquí viene el paralelismo del lexema del municipio con el nombre de los animales, marto/marta. En la actualidad, esta teoría podría ser considerada como parte de las creencias populares.
2. Otra hipótesis de aspecto más científico y más reciente es la que vincula el topónimo con la palabra «Martyretula», que en latín vulgar quiere decir «cementerios pequeños». Se cree que los cementerios a los cuales hace referencia este nombre serían las necrópolis ibéricas y el dolmen megalítico que hay en la zona.
3. La teoría más aceptada para explicar la raíz del nombre de Martorellas es la que habla de un arbusto llamado mitre (en catalán murtra), muy común a toda la región. Además, en el escudo municipal aparece un ramo de esta especie típicamente mediterránea como símbolo central, hecho que refuerza esta explicación.

## Demografía
Martorellas cuenta con una población de 4987 habitantes (INE 2024).
| Gráfica de evolución demográfica de Martorellas entre 1842 y 2021 |
| |
| Población de derecho según los censos de población del INE. Población de hecho según los censos de población del INE.En estos censos se denominaba Martorellas: 1842, 1857, 1860, 1877, 1887, 1897, 1900, 1910, 1920, 1930, 1940, 1950, 1960 y 1970. Entre el censo de 1930 y el anterior, disminuye el término del municipio porque independiza a Santa María de Martorellas de Arriba. |

- Evolución demográfica de Martorellas entre 1996 y 2006

| 1996 | 1998 | 1999 | 2000 | 2001 | 2002 | 2003 | 2004 | 2005 | 2006 |
| ---- | ---- | ---- | ---- | ---- | ---- | ---- | ---- | ---- | ---- |
| 4937 | 4912 | 4891 | 4895 | 4942 | 4981 | 4915 | 4912 | 4903 | 4938 |